# Kenny Hing
Kenneth Allen „Kenny“ Hing (* 25. Oktober 1935 in Portland (Oregon); † 19. Februar 2019 in Tigard) war ein US-amerikanischer Jazzmusiker (Tenorsaxophon, Klarinette, Flöte), der vor allem durch seine Mitgliedschaft im Count Basie Orchestra in Erinnerung bleibt.

## Leben und Wirken
Hing hatte 1946 Unterricht bei Eddy Flenner. Er arbeitete zunächst in den Orchestern von Johnny Reitz und Wally Heider, in den 1960er-Jahren in Las Vegas, wo 1967 erste Aufnahmen mit dem Orchester von Tommy Vig entstanden (The Sound of the Seventies, Milestone). In den folgenden Jahren arbeitete er zumeist in Bigbands, u. a. bei Rick Davis & Raoul Romero, ab 1977 bei Count Basie, in dessen Orchester er Jimmy Forrest ersetzte und dann auch als Solist zu hören war; Hing blieb dem Basie-Orchester 25 Jahre verbunden.
Zu hören war er auch auf Basies Aufnahmen mit Gastsolisten wie Frank Sinatra, Ella Fitzgerald, Diane Schuur, Caterina Valente, Lena Horne, Sarah Vaughan und George Benson. Er war auch an Produktionen von Milt Jackson, Cleveland Eaton, Ed Polcer, Grover Mitchell, Buck Clayton, laut Tom Lord zwischen 1967 und 1999 insgesamt an 42 Aufnahmesessions, beteiligt. 1999 nahm Hing unter eigenem Namen das Album The Little King (mit Bob Ojeda, Michael Abene, David Jackson, Dennis Mackrel) auf. Zuletzt lebte er in Oregon.

## Lexikalischer Eintrag
- Leonard Feather, Ira Gitler: Biographical Encyclopedia of Jazz. Oxford University Press 1999; ISBN 978-0-19-532000-8